# جوری پینتای
جوری پینتای (به اسپانیایی: Jori Pintay) یک کوه در پرو است که در Peru, Puno Region واقع شده‌است. جوری پینتای ۵٬۲۰۰ متر بالاتر از سطح دریا واقع شده‌است.